# وایکویوکی
وایکویوکی (انگلیسی: Vaikkojoki) رودخانه ای به طول ۵۰ کیلومتر (۳۱ مایل) در استان‌های کارلیای شمالی و ساوونیای شمالی است.
این رودخانه از دریاچه وایکویروی به دریاچه کاوینیروی، از شهرداری یوککا به شهرداری کاوی می‌رود. اختلاف ارتفاع رودخانه بیش از ۶۰ متر (۲۰۰ فوت) است. در رودخانه ۲۷ تنداب وجود دارد. طول کل تنداب‌ها تقریباً ۷ کیلومتر (۴ مایل) است. طول کل مسیر قایقرانی وایکویوکی حدود ۹۰ کیلومتر (۵۶ مایل) است.